# Canhestros
Canhestros ist ein Ort und eine ehemalige Gemeinde in der Region Baixo Alentejo im Süden Portugals.

## Geschichte
Die Gemeinde wurde 1988 neu geschaffen, durch Ausgliederung von Gebieten aus der Gemeinde Figueira dos Cavaleiros und der Stadtgemeinde von Ferreira do Alentejo.
Im Zuge der Gebietsreform zum 29. September 2013 wurde die Gemeinde mit der Stadtgemeinde von Ferreira do Alentejo zur neuen Gemeinde Ferreira do Alentejo e Canhestros zusammengelegt. Sitz der Gemeinde wurde Ferreira do Alentejo.

## Verwaltung
Canhestros war Sitz einer gleichnamigen Gemeinde Freguesia im Kreis (Concelho) von Ferreira do Alentejo im Distrikt Beja. Die Gemeinde hatte eine Fläche von 71,9 km² mit 412 Einwohnern (Stand 30. Juni 2011). Dies ergab eine Bevölkerungsdichte von 5,7 Einw./km².
Zwei Ortschaften lagen in der Gemeinde:
- Canhestros
- Monte do Outeiro